# Hintertupfinger Grand Prix
Hintertupfinger Grand Prix (Flåklypa Grand Prix) ist ein norwegischer Stop-Motion-Puppentrickfilm von Ivo Caprino aus dem Jahr 1975, basierend auf Figuren von Kjell Aukrust. Er gilt mit 5,5 Millionen verkauften Eintrittskarten als erfolgreichster Film Norwegens, das eine Bevölkerung von 4,7 Millionen aufweist.

## Handlung

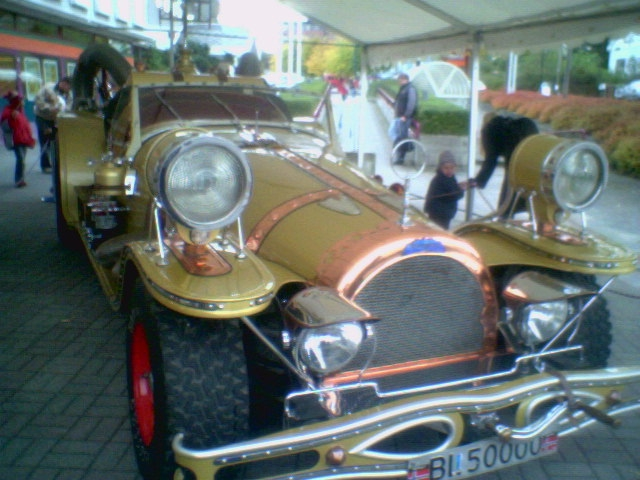
Il Tempo Gigante als echtes Auto

Der Film handelt vom Erfinder Reodor Felgen und seinen Helfern, die ein Autorennen gegen ihren diebischen Konkurrenten austragen. Dafür bauen sie den von einem Ölscheich gesponserten Rennwagen Il Tempo Gigante, der mit allerlei James-Bond-artigen Extras ausgestattet ist, darunter einem 800-PS-V12-Motor unter der Fronthaube, der als Anlasser für das eigentliche, reaktorartige Triebwerk im Heck dient. Während echte Rennfahrer in den 1970er Jahren oft ihre Blutgruppe auf dem Helm vermerkt hatten, führt die Besatzung von Il Tempo Gigante sicherheitshalber gleich eigene Blutkonserven mit, darunter auch blaues Blut (Norwegen ist eine Monarchie).

## Fortführung
Mit denselbigen Hauptfiguren in der Hauptrolle und im gleichen Universum sowie teilweise auch den gleichen norwegischen Synchronsprechern wurde 1998 in Norwegen der Zeichentrickfilm Sonny, der Entendetektiv (Solan, Ludvig og Gurin med reverompa) produziert.

## Synchronsprecher
| Rollenname                                               | norwegischer Synchronsprecher | deutscher Synchronsprecher |
| -------------------------------------------------------- | ----------------------------- | -------------------------- |
| Theodor Felge (Reodor Felgen)                            | Frank Robert                  | Hans Hessling              |
| Ludwig (Ludvig)                                          | Toralv Maurstad               | Gerd Duwner                |
| Emanuel Desperados                                       | Harald Heide-Steen junior     | Andreas Mannkopff          |
| Rudolf Dunkelmann (Rudolf Blodstrupmoen)                 | Helge Reiss                   | Randolf Kronberg           |
| Fabian Sommerfeld – Sägewerksbetreiber (Solan Gundersen) | Kari Simonsen                 | Oliver Rohrbeck            |
| Frau Fröhlich (Witwe Stengelføhn-Glad)                   | Wenche Foss                   | Margot Rothweiler          |
| Ansager auf der Rennstrecke                              | Henki Kolstad                 | Heinz-Theo Branding        |
| Fernsehreporter                                          | Per Theodor Haugen            | Joachim Pukaß              |
| Erzähler                                                 | Leif Juster                   | Friedrich Schoenfelder     |
| Ölscheich Abdul Ben Bonanza (Ben Redic Fy Fazan)         | Rolf Just Nilsen              | Wolfgang Völz              |
| Dr. Otto Staupe (Roger Jurtappen)                        | Rolf Just Nilsen              | Andreas Mannkopff          |
| Klapperbein (Ollvar O. Kleppvold)                        | Rolf Just Nilsen              | Joachim Cadenbach          |
| Hannibal Reimer – Schriftsteller (Hallstein Bronskimlet) | Rolf Just Nilsen              | Heinz-Theo Branding        |
| August Quark (Jostein Kroksleiven)                       | Rolf Just Nilsen              | Toni Herbert               |
| Fabiane – Bauchtänzerin (Soline)                         | Kari Simonsen                 | Andreas Mannkopff          |